# Estació de Reina Elisenda
Reina Elisenda és una estació de la xarxa dels Ferrocarrils de la Generalitat de Catalunya (FGC), situada al passeig de la Reina Elisenda de Montcada, entre el carrer de la Duquessa d'Orleans i l'avinguda de J.V. Foix, al barri de Sarrià. Inaugurada el 1976, es troba a l'extrem d'un ramal que comença a l'estació de Sarrià. Fins al 12 de setembre de 2016 era servida pels trens de la línia L6, i des d'aleshores pels trens llançadores de la L12. El 2016 va registrar l'entrada de 789.683 passatgers.

## Serveis ferroviaris
| Línia Barcelona-Vallès de FGC      |        |       |           |                                  |
| Procedència/Destinació             | <      | Línia | >         | Procedència/Destinació           |
| Sarrià                             | Sarrià |       | terminal  | terminal                         |
| Projectat                          |        |       |           |                                  |
| Sarrià                             | Sarrià |       | Pedralbes | Finestrelles \| Sant Joan de Déu |
| Font perllongament: PDI 2009-2018. |        |       |           |                                  |

## Accessos
- Passeig Reina Elisenda de Montcada - Carrer Duquesa d'Orleans
- Avinguda J.V. Foix

## Galeria d'imatges

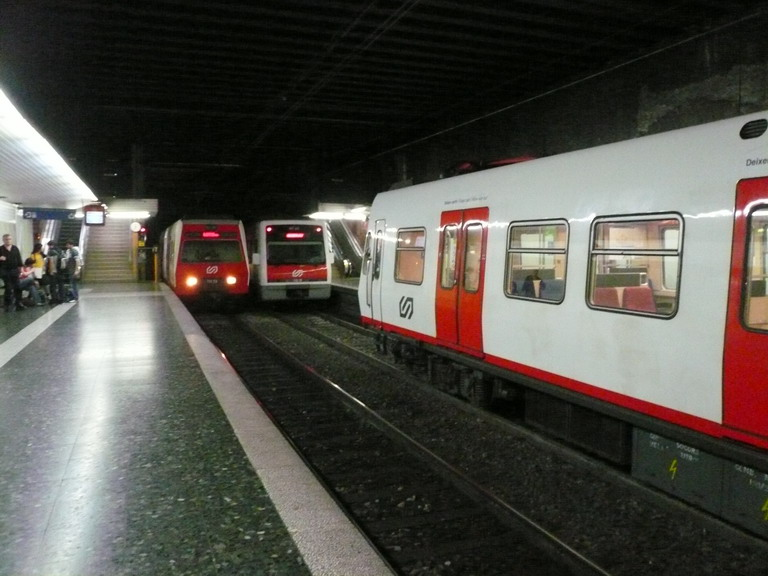
Trens a la cua de maniobres de l'estació de nit el 2007
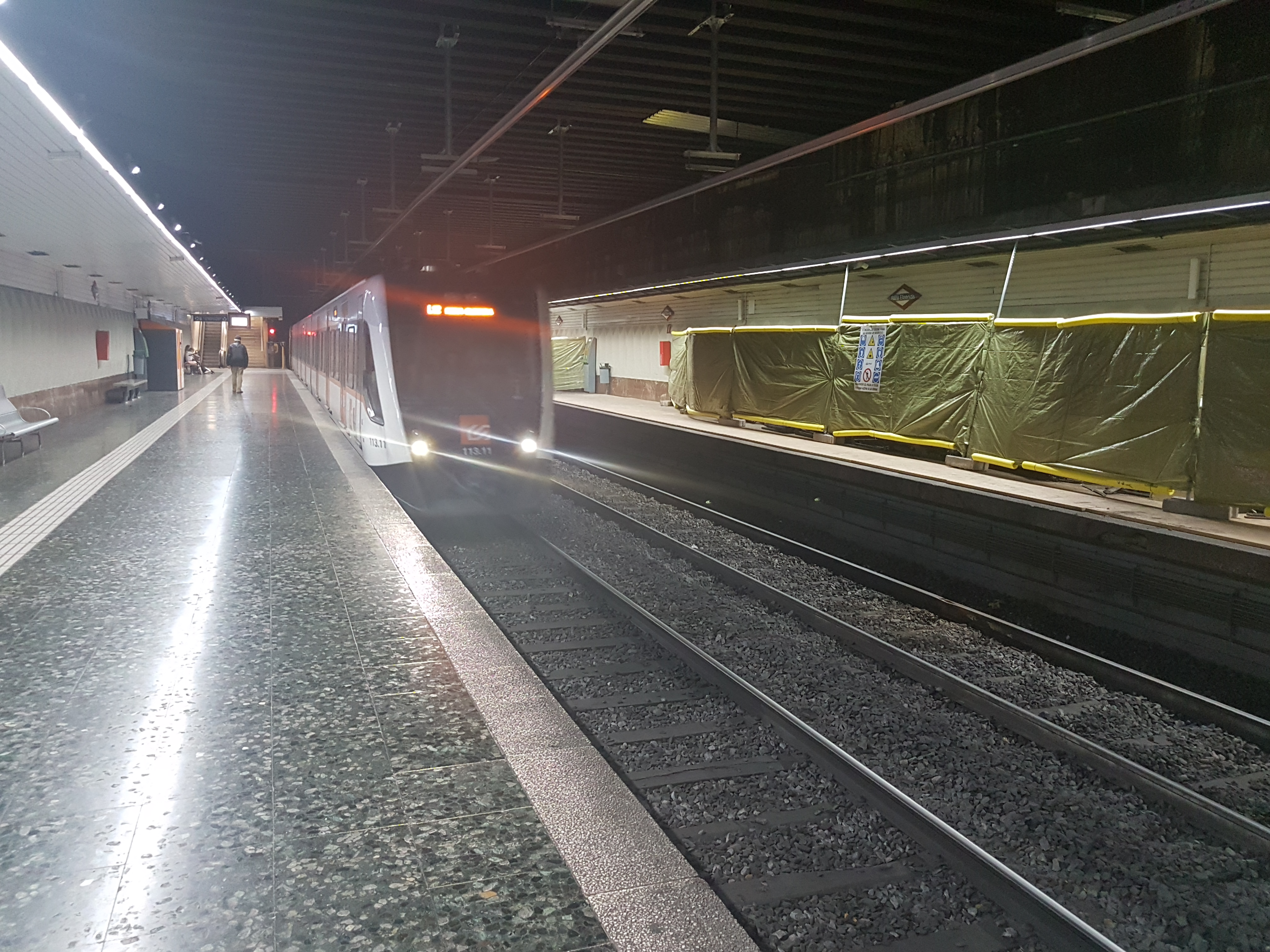
L12 en servei de Sarrià a Reina Elisenda